# Колібрі-сапфір кактусовий
Колі́брі-сапфі́р кактусовий (Hylocharis sapphirina) — вид серпокрильцеподібних птахів родини колібрієвих (Trochilidae). Мешкає в Південній Америці.

## Опис

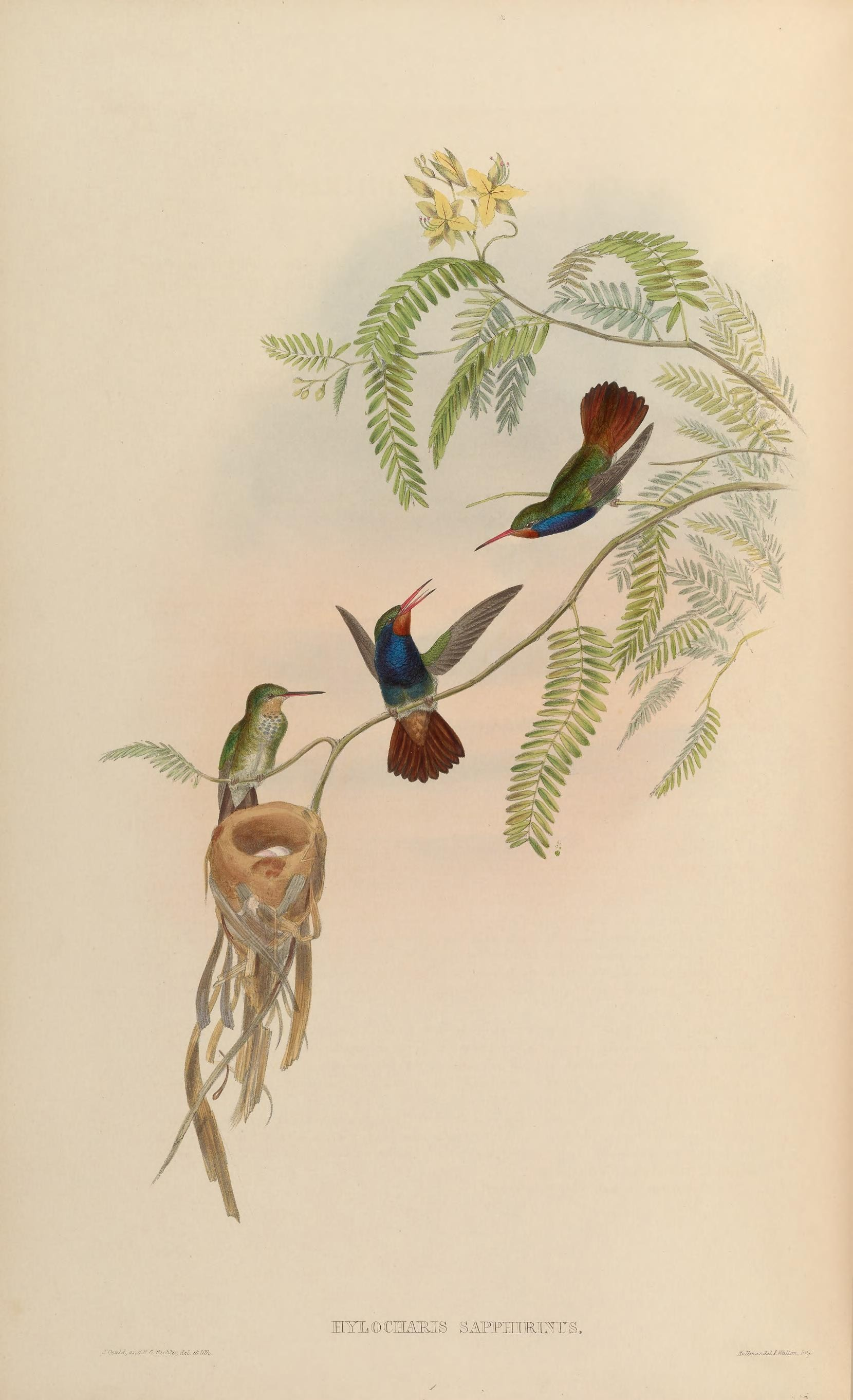
Кактусові колібрі-сапфіри

Довжина птаха становить 8,4-9,1 см, самці важать 4,1-4.5 г, самиці 3,9-4,3 г. У самців верхня частина тіла темно-зелена, надхвістя і верхні покривні пера хвоста мідно-фіолетові. Підборіддя яскраво-руде, горло, груди і живіт фіолетово-сині, блискучі, гузка каштанова. Центральні стернові пера мідно-фіолетові, решта стернових пер каштанові з темно-сірими кінчиками. Дзьоб середньої довжини, коралово-червоний з чорним кінчиком.
У самиць верхня частина тіла така ж, як у самців. Підборіддя світло-рудувато-коричневе, нижня частина тіла сірувата, горло і груди поцятковані блискучими синьо-зеленими плямами, гузка охриста. Крайні стернові пера мають бліді краї. Дзьоб менш червоний. Забарвлення молодих птахів є подібне до забарвлення самиць, однак у молодих самців підборіддя білш яскраво-руде.

## Поширення і екологія
Кактусові колібрі-сапфіри поширені від північного Перу і східного Еквадору через східну Колумбію до Венесуели (на південь від Ориноко), Гаяни, Суринаму, Французької Гвіани і північно-східної і центральної Бразилії та північно-східної Болівії, а також на південному сході Бразилії (від Баїї до північної Парани) та на північному сході Аргентини, південному сході Парагваю і на крайньому південному заход Бразилії. Вони живуть на узліссях вологих рівниних тропічних лісів, в саванах, місцями порослих деревами, на гаявинах біля виходів на поверхню гранітних скель, на кавових плантаціях, іноді у відкритих прибережних заростях. Зустрічаються на висоті від 200 до 500 м над рівнем моря. іноді на висоті до 1850 м над рівнем моря.

## Поведінка
Кактусові колібрі-сапфіри живляться нектаром різноманітних квітучих епіфітів, чагарників, ліан і невисоких дерев, зокрема, з родин бобових, рутових, маренових, миртових, омелових, пасифлорових і бромелієвих, а також комахами і павуками, яких ловлять в польоті або збирають з рослинності. Шукають їжу в підліску і нижньому ярусі лісу, в Амазонії збираються разом з іншими колібрі на верхівках квітучих дерев. Самці агресивно захищають кормові території.
Сезон розмноження у кактусових колібрі-сапфірів у Гвіані триває з липня по січень, в Бразилії, зокрема в Атлантичному лісі, з серпня по лютий. Гніздо чашоподібне, робиться з тонких рослинних волокон, встелюється м'яким насінням, зовні покривається лишайниками і листям, прикріплюється до горизонтальної гілки дерева або чагарника, серед листя, на висоті від 4 до 6 м над землею. В кладці 2 яйця розміром 14,5-15×9-9,3 мм і вагою 0,48-0,5 г. Інкубаційний період триває 14-16 днів, пташенята покидають гніздо через 22-27 днів після вилуплення.